# Missione relitti
Missione relitti è un format televisivo di intrattenimento dove una troupe parte alla scoperta di luoghi nel mondo andando a visitare fondali marini e relitti sommersi.
Missione relitti nasce nel gennaio del 1999 da un'idea di Fabio Bove (suo fondatore e tuttora produttore della serie); viene realizzata la prima puntata pilota nel Mar Rosso sul relitto del Thistlegorm, successivamente la prima puntata venne presentata a diverse reti televisive dell'epoca finendo su SKY al canale 830.
La serie si fermò fino al 2004 riprendendo con la puntata realizzata alle Maldive in collaborazione con ALBATROS TOP BOAT, terminata la puntata venne nuovamente fermata per problemi interni di produzione.
La serie venne riaperta nel Gennaio del 2008 dalla UNDERWATERFILM, casa di produzione italiana fondata sempre da Fabio Bove, cominciando a girare il mondo per produrre altri 12 episodi che vennero trasmessi sul canale ODEON TV  con divulgazione  su SKY e DTT.
Nel 2010 tutta la serie passò in mano della distribuzione RUNNING TV INTERNATIONAL che ne acquistò i diritti ufficiali vendendo gli episodi in tutta Italia su molte emittenti regionali.
Sempre nel 2010 venne anche ceduta alla DIAMOND INTERNATIONAL FILMS che a sua volta le dette alla FILMEXPORT GROUPE per la distribuzione dei mercati esteri di Cannes MIPTV.
La serie ad oggi vanta  un totale di 40 episodi da 30 minuti e viene trasmessa ufficialmente  sul canale TV "ACQUA by YACHT&SAIL" posizionato sul 65 del DTT.
La  serie continua ad essere prodotto  e distribuita  sempre in esclusiva dalla RUNING TV INTERNATIONAL facendola diventare anche una serie DVD venduta on-line dalla RUNSHOP.IT
Nel 2014 entra a far parte di MISSIONE RELITTI  Maria Teresa Ruta come conduttrice  del programma e le colonne sonore passano in mano di Roberto Zappulla (marito di Maria Teresa Ruta) titolare di una casa discografica.
La società che produce MISSIONE RELITTI è la Underwaterfilm Entertainment nata nel 2004, ad oggi la stessa società produce altre serie TV come BLU sempre con tematica il mare
dal 2021 missione relitti viene trasmessa in onda da molte reti regionali e da 7GOLD come rete nazionale, inoltre possibile vedere tutte le puntate sulla piattaforma TECATV.COM in versione on-line oppure scaricando APP.
Dal 2023 missione relitti viene distribuito da AMAZON VIDEO in America e Regno Unito con oltre 150.000.000 di spettatori Americani e 50.000.000 spettatori Regno Unito.
la serie è stata interrotta dal produttore Fabio Bove a partire dal 2020 con l’arrivo della pandemia (covid)  e ad oggi non sappiamo ancora quando riprenderanno le registrazioni.